# ムー (テレビドラマ)
『ムー』は、TBSのテレビドラマ枠『水曜劇場』にて1977年（昭和52年）5月18日から同年11月9日まで放送されたコメディ仕立ての連続テレビドラマ。
なお、同名のオカルト雑誌『ムー』創刊（1979年）に先駆けて放送されており特に関連性はない。また、同誌名の由来となった「ムー大陸」とも同様である。

## 概要
東京・新富の足袋屋「うさぎや」を舞台としたホームコメディ。続編（一部設定が変更されたパラレルストーリー）に『ムー一族』がある。
同じく『水曜劇場』で放送の『時間ですよ』『寺内貫太郎一家』を手がけた久世光彦が演出・プロデューサーを担当。
それまでコメディーリリーフ的な役柄の多かった伊東四朗が本格的に役者として主演した作品であり、岸本加世子のデビュー作でもある。郷ひろみと樹木希林による名コンビの掛け合いも見どころのひとつで、伴淳三郎、由利徹、左とん平といった名脇役もコミカルな演技を披露した。
郷が実質的な主役を担ったが、クレジット上は渡辺美佐子になっている。
既存の『水曜劇場』作品と比較し、バラエティ要素に重きを置いている。第8・24話は「生放送」という異例回であり、24話では一部の台詞が拾えなくなるマイナートラブルも発生した。舞台である足袋屋「うさぎや」の前の通りを様々なジャンルのゲスト（カメオ出演）がただ通り過ぎるという「通行人ゲスト」も、番組名物となった（次作『ムー一族』では、バラエティ要素がさらにエスカレートしている）。
本放送後、肖像権や作中における使用楽曲の著作権問題、さらに主要キャストだった清水健太郎の度重なる不祥事もあり、地上波や衛星放送（BS-TBS、TBSチャンネルなど）での再放送はほぼ皆無だったが、2009年1月にDVD-BOXが発売された。2019年11月11日よりBS12 トゥエルビにて、久々に再放送された。

## 出演
- 宇崎安男：伊東四朗（足袋屋「うさぎや」四代目主人　49歳[1]　拓郎曰く大黒柱の影に隠れる消極的存在）
- 宇崎小春：渡辺美佐子（「うさぎや」のおかみ 安男の妻 事実上の一家の大黒柱　旧姓ヤマノウチ[2]　第10話によると山梨県甲府市の女学校の出身）
- 宇崎健太郎：清水健太郎（長男 男気があり優しい ボクシング中継に興奮し桃子とシャドウを始めたが、中継のクリーンヒットに目を奪われた瞬間、誤って桃子の左耳を殴り流血させて聴力を奪ってしまう。自分の過失を重く受け止め、自責の念にさいなまれ家出のような格好で葉山の自動車修理工場で勤務）
- 宇崎桃子：五十嵐めぐみ（長女　23歳　毎日Gパンでボーイッシュ 他愛ない兄妹間のふざけ合いで左耳を負傷し聞こえない障害を抱える。本人の自信や結婚の障害として大きな影を落としている）
- 宇崎拓郎：郷ひろみ（次男　19歳　家族思いで優しいが短気 一橋大に落ち、代々木ゼミナールに通う浪人。金田と仲が良く、日々凝ったおふざけに付き合って楽しんでいる。「一応な」が口癖）
- 宇崎うらら：南美江（安男の母　77歳　健太郎を溺愛　従業員などからはご隠居と呼ばれるが、たまに作業も手伝う）
- 金田（かねた）久美子：樹木希林[3]（うさぎやのお手伝いさん　34歳[4]　拓郎と仲が良い　誤ってかねださんと呼ぶと必ず「かね『た』です」と訂正する 今日付けで辞めたいなどお騒がせ者だが、小春らに愛されている。[5]）
- 香川加世子[6]：岸本加世子[7]（うさぎやの住込お手伝いさん　16歳　新潟県親不知（最寄り駅は隣の「市振」[8]）から上京　「ハイ！」という大きくハッキリした返事が好感度が高いが、よく階段から滑り落ちる）
- 野口五郎：左とん平（うさぎやの足袋職人　駆け出し風だが15年目の中堅[9] 短気で乱暴な口調　歌手の野口五郎とは同姓同名だが無関係）
- 徳さん[10]：伴淳三郎（うさぎやの足袋職人　縫製を任されるうさぎや勤続50年のベテラン）
- 平さん[11]：由利徹（うさぎや向い履物と傘屋の「近松屋」主人　安男と仲がいい）
- とも子：小菅秋[12]（平さんの娘　18歳（なのにタバコを吸っている） 口調やしぐさが幼い感じだが、水上文学を読み耽る一面も[13]）
- 更科：細川俊之[14]（7年前にリング上でしのぶの兄の命を奪ってしまったことを後悔し引退した元ボクサーの陶芸家）
- しのぶ：中島ゆたか（小料理屋「しのぶ」の女将　兄の命を奪った更科に複雑ながらも恋心を寄せる）
- 佐藤[15]花子：井上加奈子（金田の家政婦仲間）
- タケ：滝谷典子（金田の家政婦仲間[16]）
- お柳：田辺節子（うさぎや常連の若手先輩芸者）
- 小りん：田中美智子（うさぎや常連の若手後輩芸者）
- お米さん：緋多景子（噂話が大好きな近所のおしゃべり主婦[17]）
- 京子：内藤杏子（健太郎の葉山の恋人）
- 役名無し：村田和正[18]（甘味処「野方[19]」店主 新聞・牛乳配達やおでん屋など様々な町中のちょい役でも出演）
- 松本[20]三郎：長谷川諭（第19話以降　平さんがうさぎやに就職を斡旋した中央区佃に住む亡き妻の遠縁　17歳　足の悪い振りをして採用されたが、良心の呵責に苛まれ嘘を詫びたところ平さんが大激怒し御破算寸前も徳さんに救われそのまま勤めることに）

## ゲスト
- いかりや長介（第1話 少し変な地域の老人 ノンクレジット）

 （第15話 しのぶにて更科の横で全く同じ仕草格好をする男 ノンクレジット）
- 森光子（第4話 うさぎやに足袋を注文に来た常連の本人役 特別出演）
- ピンク・レディー（第6話 見守る金田を他所に、拓郎と地下納戸で渚のシンドバッドを踊った[21] 特別出演）
- たこ八郎（第8・9・10話 ガラの悪い応援団風大学生で誰でもナンパするリーダー格）

 （第24話 屋台のラーメン屋）
- 鈴木清順（第8話 謎の老人客（失踪中の金融王「鈴木清十郎」）[22]）
- 生島博（第8話 TBSアナウンサーとして台東区入谷あさがお市の中継で更科としのぶにインタビュー）
- 鮎川いづみ（第9話 うさぎや常連の中堅芸者「千代丸」 引越先に拓郎が足袋を届けた）
- 池部良（第10話 空襲時に安男を助けた旧い知人「早乙女こうじ[23]」 終戦直後に島根に引越したが栄養ドリンクの営業で30年ぶりにうさぎやに現れる）
- 志村けん（第15話 なぜか宇崎家内に「お前それは無いだろう」のセリフと共にバカ殿姿で一瞬登場 ノンクレジット）
- 森本レオ（第16話 『3時にあいましょう』ディレクター）
- 野村泰治（第16話 TBSアナウンサー 『3時にあいましょう』司会本人役）
- 遠藤泰子（第16話 TBSアナウンサー 『3時にあいましょう』司会本人役）
- 野村昭子（第17話 昭和生命保険外交員「島田（しまた）まり子」）
- 曾我廼家一二三（第20話 警官[24]）
- デイブ平尾（デイヴ平尾）（第21話 人力車夫）
- 谷隼人（第22話 安男の競馬仲間で遊び人と言われる石屋の若旦那「重蔵」[25]）
- 奥田英二（第22話 拓郎の高校の同級生で現役合格した東大生）
- アゴ勇（第23話 拓郎の予備校のクラスメート「木村」）
- 沢田研二（第23話 本編を挟みつつ脈絡もなく「憎みきれないろくでなし」を歌い、「お化けのロック」を傍らで眺め、プレスリーの「トラブル」を郷ひろみとデュエットする 特別出演）
- 井上堯之バンド（第23話 沢田研二の「憎みきれないろくでなし」およびプレスリーの「トラブル」の演奏）
- 三原綱木とスーパージェッツ（第23話 「お化けのロック」およびプレスリーの「トラブル」の演奏）
- 松宮一彦（第25話 TBSアナウンサーとして「第27回くらしの道具・職人の会」中継の司会進行役）

ほか

## 音楽
オープニング
- ムーのテーマ／ムー一族
作曲：荒木一郎　編曲：森本太郎

挿入歌
- 北風よ／岸本加世子（第1話 - 第17話・第24話[26]）
作詞・作曲：荒木一郎　編曲：青木望
- お化けのロック／郷ひろみ・樹木希林（第7話 - 第26話）
作詞：阿木燿子　作曲：宇崎竜童　編曲：萩田光雄　振付：西条満
- 帰郷／郷ひろみ（第18話 - 第26話）
作詞：阿木燿子　作曲：宇崎竜童　編曲：萩田光雄
- デンセンマンの電線音頭／デンセンマン・伊東四朗・小松政夫・スクール・メイツ・ジュニア（第6話[27]）
作詞：田村隆　作曲：不明　編曲：東海林修（NET『みごろ!たべごろ!笑いごろ!』より）
- 恋人よ／清水健太郎（第7話）
作詞・作曲：つのだ☆ひろ　編曲：馬飼野康二
- 裏町マリア／町田義人（しのぶ店内や更科としのぶのシーン）
作詞：山口洋子　作曲：むつひろし　編曲：京建輔
- 愛国の花／渡辺はま子（第10話）
作詞：福田正夫　作曲：古関裕而
- 時計を止めて／青井輝彦（ジャニーズ）（第11話）
作詞・作曲：R. Cantral（日本語詞：かもまさる）　編曲：薊けいじ
- 憎みきれないろくでなし／沢田研二（第23話）
作詞：阿久悠　作曲：大野克夫
- トラブル（英語版）／エルビス・プレスリー（第23話）
作詞・作曲：ジェリー・リーバーとマイク・ストーラー

## スタッフ
- 脚本：松田暢子、桃井章、森薫、山元清多、田村隆、鹿水昌子
- オープニングイラスト：横尾忠則
- 音楽：荒木一郎（編曲：森本太郎）
- 演出：久世光彦、服部晴治、近藤邦勝、峰岸進、古谷昭綱
- プロデューサー：久世光彦、和田旭
- 制作：大山勝美

## 視聴率
出典：「テレビ視聴率季報（関東地区）」ビデオリサーチ。
第1回11.8%、第2回12.3%、第3回9.4%、第4回13.5%、第5回10.9%、第6回12.6%、第7回12.4%、第8回14.5%、第9回14.2%、第10回13.0%、第11回13.3%、第12回13.5%、第13回14.5%、第14回14.7%、第15回13.7%、第16回11.6%、第17回13.0%、第18回12.5%、第19回16.8%、第20回15.6%、第21回15.6%、第22回16.2%、第23回18.3%、第24回19.5%、第25回18.1%、最終回21.2%。